# Verzino
Verzino (IPA: /verˈʣino/, Virzìnu in calabrese) è un comune italiano di 1 538 abitanti della provincia di Crotone in Calabria. Posto a 549 metri s.l.m., Verzino presenta le caratteristiche tipiche della collina dell'alto crotonese: a campi coltivati, vigneti, oliveti e frutteti si alternano zone boschive o zone argillose a tratti brulle.

## Origini del nome
Sulle origini del toponimo sono state formulate numerose teorie.
Secondo alcuni, la scelta del toponimo Verzino sarebbe attribuire agli arabi, che vi avrebbero identificato un luogo dove cresceva spontaneamente una cospicua quantità di verzino, ampiamente usato per fini tintori.
Secondo altri, un'origine vegetale sarebbe da legare al cavolo bruzio (ancor'oggi localmente chiamato virdia) menzionato da Plinio il Vecchio.
Una terza ipotesi identificherebbe Verzino nel centro di Vertinae, citato da Strabone.

## Storia
Le origini di Verzino sono piuttosto incerte: se la fondazione ad opera di Filottete riportata da Strabone appartiene con altissima probabilità al campo della mitologia, è invece più verosimile che i primi insediamenti sorsero con il definitivo stanziamento da parte di piccole tribù enotriche che, prima dell'arrivo dei Greci, vivevano di caccia e pastorizia.
Nonostante nel territorio si siano ritrovati attestati numerosi insediamenti brettii (IV-III secolo a.C.), l'insediamento rupestre su cui insiste il vecchio borgo è probabilmente di epoca alto-medioevale: ricavato sulle quinte di arenaria della collina, presenta una struttura a terrazze che fa presumere sia stato abitato sin dall'età bizantina.

## Monumenti e luoghi d'interesse

### Architetture civili
- Palazzo Ducale (XVII secolo), oggi sede comunale, un tempo presidiato da armigeri che si esercitavano nella vicina piazza Campo, allora detta "Campo di Marte".[6] L'edificazione è attribuita al duca Nicolò Cortese.[7]

### Architetture religiose

#### Chiesa di Santa Maria Assunta
Una lapide all’interno chiesa rivela che l'edificio fu costruito nel 1686 in una zona pianeggiante, su volontà dell'allora vescovo di Cerenzia e Cariati, Mons. Gerolamo Barzellino. I lavori previdero il riutilizzo di inerti provenienti della demolizione della vecchia chiesa, che a differenza dell'erigenda si trovava su un «alto e precipitoso clivo». Ristrutturata alla fine dell' '800, la matice si presenta ancora oggi con una facciata che riprende gli stilemi dell'architettura romanica.

#### Chiesa di San Biagio
Quella che oggi si presenta come chiesetta ad aula profondamente ristrutturata in tempi moderni, un tempo costituiva una chiesa che, dotata di cappelle laterali, apparteneva a un convento domenicano. Alla vecchia chiesa risale uno stemma presente sulla facciata: un leone di fronte ad un albero che sembra una quercia. Di questo convento, a più riprese attivo dalla prima metà del Cinquecento ai primi dell'Ottocento, non rimane più alcuna traccia.
All'interno, parti di muratura a vista lasciano vedere tecniche una struttura con pietrame equilibrato, regolarmente intervallato da strati di cotto e fori per le impalcature. Le pareti riportano moderne icone d'ispirazione bizantina.

### Festival Amore & Rabbia
Nel mese di Agosto si svolge il Festival Amore & Rabbia giunto alla sua XI edizione. Il Festival viene organizzato dall'Associazione Culturale "La Ginestra" e propone un ricco cartellone di musica dal vivo, convegni, mostre e tanto altro. Il piccolo centro dell'Alto Crotonese in Agosto per 4 giorni ospita uno tra i più importanti appuntamento culturali del territorio che attira ogni anno appassionati e turisti da tutta Italia.

### Altro
Di recente sono state oggetto di studio scientifico le grotte di Loc. Sperone. Ubicato lungo le pendici occidentali del rilievo collinare su cui insiste il centro storico della cittadina, si affaccia sul solco vallivo del cosiddetto “Canal Grande”, ad un’altitudine media di 537 metri s.l.m. Il terreno geologico della zona, costituito da una tenera arenaria, ha fatto sì che gran parte della collina venisse utilizzata nel corso del tempo per la realizzazione di architetture di tipo “sottrattivo”, dai moduli planimetrici ricorrenti e dall’articolazione interna piuttosto semplificata. Nel suo complesso l’insediamento si compone di un centinaio di “grotticelle”, di cui quarantatré regolarmente censite e documentate nelle loro caratteristiche interne. Le cavità si aprono su quattro distinti livelli altitudinali raccordati tra loro da sentieri e gradoni tagliati nella roccia. Le origini del luogo sembrano collocarsi, allo stato attuale delle conoscenze, in epoca tardo medievale Parte delle grotte sono attualmente utilizzate per il ricovero del bestiame o per il deposito di materiali o derrate alimentari.
Tra le grotte si ricorda quella dei Furfari, databile al Neolitico, situata in località Cona.

## Società

### Evoluzione demografica
Abitanti censiti

## Economia
In passato sul territorio di Verzino si esercitava una significativa attività di estrazione di argento. Nella frazione Vigne, ampiamente coltivata a vigneti, si estraevano anche gesso e alabastro. Queste attività vennero tuttavia interrotte per scarsità di filoni..
La popolazione, in costante diminuzione, vive per lo più di terziario, ma anche di agricoltura e pastorizia, seguendo le antiche tradizioni di allevamento e coltivazione. Gli allevamenti di bestiame sono costituiti principalmente da vacche e capre, ma non mancano gli allevamenti di suini e di animali da cortile. Le produzioni agricole sono indirizzate verso i cereali, i prodotti dell'orto e la frutta.
Discrete sono le produzioni di formaggi tipici e dei salumi. In entrambi i casi la lavorazione avviene secondo le antiche tradizioni e la produzione è sempre familiare; non ci sono industrie alimentari e il consumo è prettamente locale.

## Infrastrutture e trasporti
I collegamenti con i paesi limitrofi e la città di Crotone sono scarsi e insufficienti.

## Amministrazione
| Periodo        | Periodo        | Primo cittadino        | Partito                           | Carica  | Note |
| -------------- | -------------- | ---------------------- | --------------------------------- | ------- | ---- |
| 23 aprile 1995 | 13 giugno 1999 | Pietro Urso            | lista civica di centro-sinistra   | sindaco |      |
| 13 giugno 1999 | 13 giugno 2004 | Italo Russo            | Udeur                             | sindaco |      |
| 13 giugno 2004 | 7 giugno 2009  | Italo Russo            | lista civica                      | sindaco |      |
| 7 giugno 2009  | 25 maggio 2014 | Franco Parise          | lista civica                      | sindaco |      |
| 25 maggio 2014 | 26 maggio 2019 | Franco Parise          | Partito Democratico               | sindaco |      |
| 26 maggio 2019 | 10 giugno 2024 | Giuseppe Antonio Cozza | lista civica La svolta            | sindaco |      |
| 10 giugno 2024 | in carica      | Francesco Levato       | lista civica Valori e trasparenza | sindaco |      |